# Championnats du monde juniors de ski alpin 2001
Les championnats du monde juniors de ski alpin 2001 se sont déroulés du 5 au 10 février à Verbier sur le domaine des 4 Vallées en Suisse.

## Podiums

### Hommes
| Épreuves           | Or                   | Argent            | Bronze                |
| ------------------ | -------------------- | ----------------- | --------------------- |
| Descente 5 février | Thomas Graggaber     | Silvan Zurbriggen | Christoph Kornberger  |
| Super G 7 février  | Christoph Kornberger | Peter Struger     | Gauthier de Tessières |
| Géant 10 février   | Hannes Reiter        | Johann Grugger    | Peter Fill            |
| Slalom 10 février  | Stefan Kogler        | Roman Gröbmer     | Cristian Deville      |

### Femmes
| Épreuves           | Or                   | Argent          | Bronze                 |
| ------------------ | -------------------- | --------------- | ---------------------- |
| Descente 6 février | Astrid Vierthaler    | Maria Holaus    | Maria Riesch           |
| Super G 7 février  | Kathrin Wilhelm      | Maria Riesch    | Martina Schild         |
| Géant 10 février   | Fränzi Aufdenblatten | Lucie Hrstková  | Carolina Ruiz Castillo |
| Slalom 10 février  | Christine Sponring   | Maia Barmettler | Emma Pezzedi           |

## Tableau des médailles par nations
| Rang | Nation             | Or | Argent | Bronze | Total |
| ---- | ------------------ | -- | ------ | ------ | ----- |
| 1    | Autriche           | 6  | 3      | 1      | 10    |
| 2    | Suisse             | 1  | 2      | 1      | 4     |
| 3    | Allemagne          | 1  | 1      | 1      | 3     |
| 4    | Italie             | -  | 1      | 3      | 4     |
| 5    | République tchèque | -  | 1      | -      | 1     |
| 6    | France             | -  | -      | 1      | 1     |
| 6    | Espagne            | -  | -      | 1      | 1     |